# Joe DiMaggio
(Simon & Garfunkel, Mrs. Robinson, Bookends (1968))
Joseph Paul DiMaggio, detto Joe, nato Giuseppe Paolo Di Maggio (Martinez, 25 novembre 1914 – Hollywood, 8 marzo 1999), è stato un giocatore di baseball statunitense, tra i più titolati della storia dello sport e detentore del record di 56 partite consecutive con almeno una valida battuta (15 maggio-16 luglio 1941).
Durante la sua carriera DiMaggio giocò per 13 stagioni nella Major League Baseball sempre con i New York Yankees. Vinse 9 volte le World Series, partecipò a 13 All-Star Game e venne nominato MVP 3 volte. Fu anche capoclassifica in media battuta, fuoricampo e RBI per due volte ciascuna. Venne introdotto nella National Baseball Hall of Fame nel 1955. Al di fuori della sua carriera sportiva è noto anche per essere stato marito di Marilyn Monroe.
Anche i suoi fratelli, Vince e Dom, furono giocatori professionisti di baseball nella MLB.

## Biografia

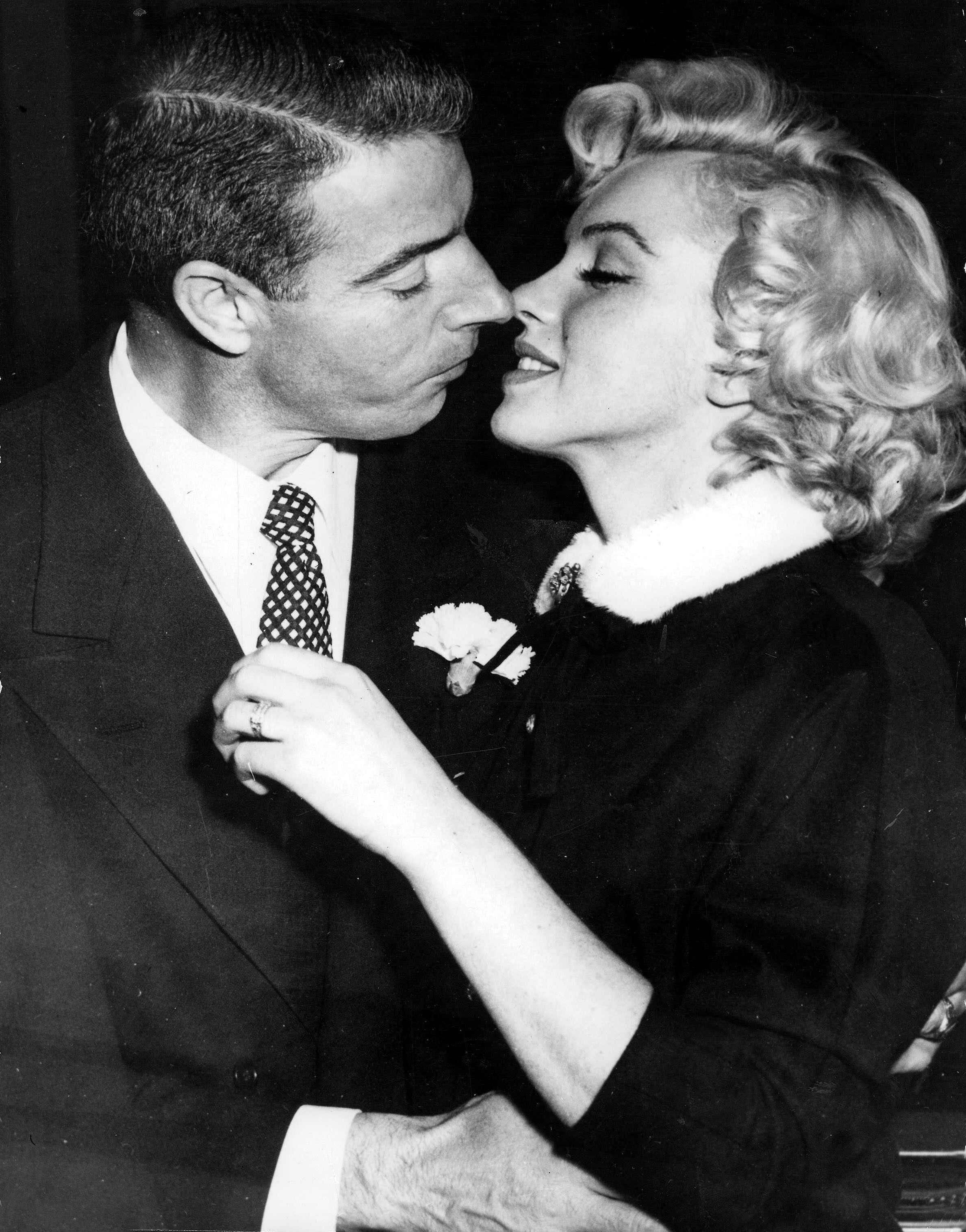
Joe DiMaggio con Marilyn Monroe nel giorno delle nozze (1954)

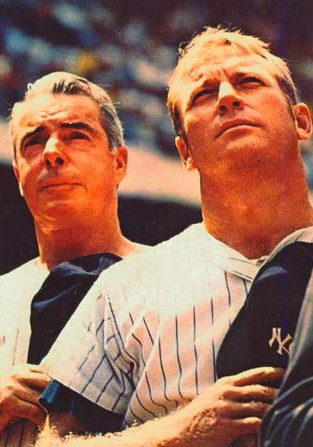
DiMaggio e Mickey Mantle nel 1970

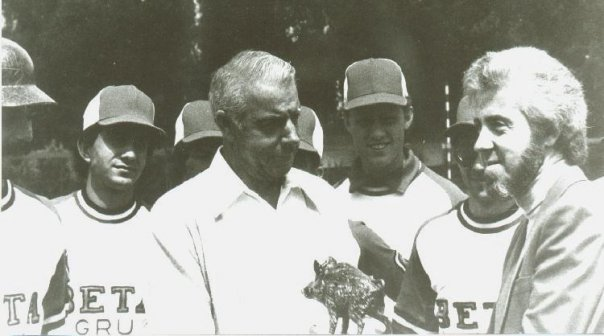
Joe DiMaggio (al centro) a Grosseto nel 1976

Joe DiMaggio nel 1981 con Ronald Reagan

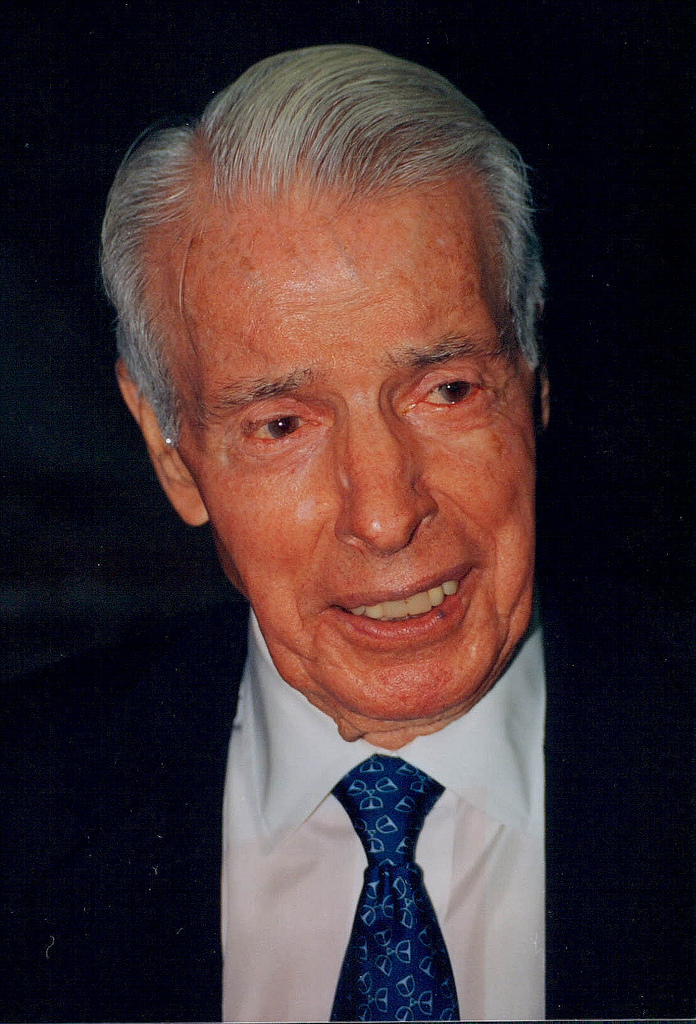
Joe DiMaggio nel 1995

DiMaggio nacque a Martinez, in California, nel 1914, ottavo dei nove figli di Giuseppe Di Maggio, un pescatore, e Rosalia Mercurio, entrambi immigrati italiani originari di Isola delle Femmine (in provincia di Palermo). Cresciuto a North Beach, la Little Italy di San Francisco, DiMaggio s'interessò al baseball fin da bambino e due dei suoi fratelli, Dom e Vince DiMaggio, fecero anche loro i giocatori di baseball, iniziando l'attività professionistica nei San Francisco Seals: Dom ha esordì il 16 aprile 1940 e terminò la propria carriera con i Boston Red Sox il 9 maggio 1953, mentre Vince esordì il 19 aprile 1937 e terminò con i San Francisco Giants il 6 giugno 1946.
DiMaggio esordì nelle minor league nel 1931 con la squadra dei San Francisco Seals, dove rimase per quattro stagioni. Il 21 novembre 1934 venne ceduto ai New York Yankees, con cui giocherà per tutta la sua carriera, prima con la maglia numero 9 e poi con quella numero 5. Vinse per tre volte il titolo di MVP dell'American League (1939, 1941 e 1947) e fu selezionato per l'MLB All-Star Game per 13 volte. Dopo una pausa forzata di alcune stagioni a causa della guerra (dal 1942 al 1946), riprese a giocare fino al 1951. Venne soprannominato dai tifosi e dai giornalisti sportivi Joltin' Joe ("Joe che fa sobbalzare") per la forza con cui colpiva solitamente la palla. DiMaggio totalizzò in tutta la sua carriera 2 214 battute valide.
Nel 1937 DiMaggio conobbe l'attrice Dorothy Arnold sul set del film Manhattan Merry Go-Round (in cui lo stesso DiMaggio figurava nel ruolo di sé stesso). I due si sposarono il 19 novembre 1939 a San Francisco e divorziarono nel 1943, mentre Joe prestava servizio militare alle Hawaii. Dalla loro unione venne alla luce l'unico figlio di DiMaggio: Joseph Paul "Joe" DiMaggio Jr.
Il 14 gennaio 1954 sposò Marilyn Monroe, dalla quale però finì per divorziare dopo appena un anno di matrimonio. I due rimasero comunque buoni amici. Nell'agosto 1962, quando l'attrice morì in circostanze misteriose nella sua casa di Los Angeles, DiMaggio si premurò d'organizzarle i funerali, invitando solo pochi amici e lasciando fuori i divi di Hollywood e altre personalità politiche che la Monroe frequentava. DiMaggio si prese l'onere di tutte le spese e, con il figlio Joe Jr. accanto, seguì il feretro della Monroe fino alla sepoltura nel cimitero di Brentwood, vicino a Los Angeles. Prima che la bara venisse chiusa, baciò le spoglie della Monroe e per tre volte le disse «Ti amo». Per i successivi vent'anni, farà recapitare sulla sua tomba un mazzo di rose rosse tre volte la settimana.
Nel 1955 diventò membro della National Baseball Hall of Fame: i giornalisti lo votarono con una percentuale di consenso vicina al 90%.
Rientrò nel mondo del baseball nel 1969 in qualità di allenatore degli Oakland Athletics. Nello stesso anno - corrispondente al centenario della nascita del baseball - un sondaggio lo consacrò "Miglior giocatore di baseball vivente".
Viaggiò molte volte in Italia, cui andò spesso a visitare i parenti a Isola delle Femmine, e in molte occasioni si ritrovò coinvolto in iniziative di promozione del baseball nel Belpaese. Nel 1976 si recò a Grosseto, dove passò alcuni giorni con la squadra locale, il Bbc Grosseto.

### Morte

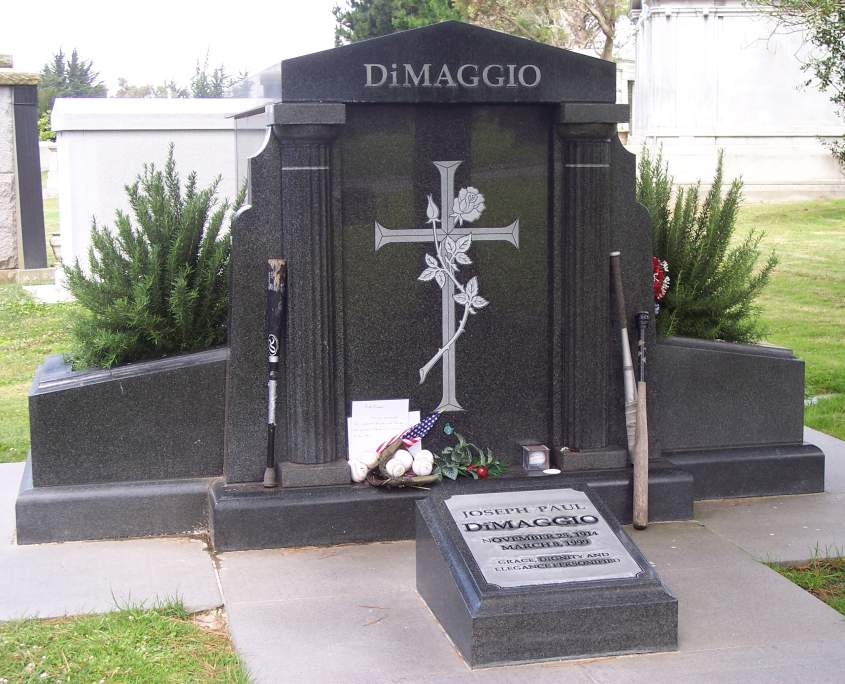
La tomba di Joe DiMaggio (Holy Cross Cemetery, Colma)

Nell'ottobre del 1998 venne operato a causa di un cancro ai polmoni, malattia che si protraeva fin dai primi anni novanta. Morì L'8 marzo del 1999, nella sua casa di Hollywood, all'età di 84 anni. Ne diede l'annuncio Morris Engelberg, suo amico e avvocato. Il corpo venne seppellito a Colma, non lontano dalla sua città natale.

## Palmares

### Club
- World Series: 9

New York Yankees: 1936, 1937, 1938, 1939, 1941, 1947, 1949, 1950, 1951

### Individuale
- MVP dell'American League: 3

1939, 1941, 1947
- MLB All-Star: 13

1936–1942, 1946–1951
- Capoclassifica dell'American League in media battuta: 2

1939, 1940
- Capoclassifica dell'American League in fuoricampo: 2

1937, 1948
- Capoclassifica dell'American League in punti battuti a casa: 2

1941, 1948
- Atleta maschile dell'anno dell'Associated Press - 1941
- Numero 5 ritirato dai New York Yankees
- Major League Baseball All-Century Team

## Cinema, televisione e influenze nella cultura di massa
Joe DiMaggio partecipò a molti film, sempre nel ruolo di sé stesso. Girò il suo primo film nel 1937, Manhattan Merry-Go-Round, per la regia di Charles Reisner, cui seguirono - tra cinema e film per la televisione - oltre 20 apparizioni. Tra le più importanti: Style of the Stars (1947), Grantland Rice Sportlight: Two of a Kind (1940), Angels in the Outfield (1951), New York Yankees (The Movie) (1987) e The First of May (1999).
Tra gli anni settanta e ottanta diventò testimonial di uno spot pubblicitario televisivo per Mr. Coffee, una macchina da caffè casalinga molto in voga nell'America di quegli anni.
A Joe DiMaggio nel 1971 è stata dedicata una poltrona, Joe, realizzata dai designer italiani De Pas, D'Urbino, Lomazzi e prodotta dall'azienda d'arredamento italiana Poltronova.

## Riferimenti nei mass media
- È menzionato nella canzone Mrs. Robinson di Simon & Garfunkel.
- Joe DiMaggio appare in una scena della sitcom animata I Simpson.[13]
- È stato il primo atleta a essere insignito della Medaglia presidenziale della libertà, il 10 gennaio 1977 dal presidente statunitense Gerald Ford.[14]
- È menzionato nel primo episodio della terza stagione della sitcom Seinfeld dal personaggio Kramer, che sostiene di averlo visto in un negozio Dunkin’ Donuts.
- È menzionato da Madonna (Vogue), John Fogerty (Centerfield), Joss Stone (Whatever Happened to the Heroes), Tori Amos (Father Lucifer), Billy Joel (We Didn't Start the Fire), Demi Lovato (Without the Love) e Tom Waits (A Sight For Sore Eyes) nelle loro canzoni.
- È menzionato insieme a Marilyn Monroe nella canzone I'm Gonna Be Alright di Jennifer Lopez.
- Viene spesso citato nel romanzo Il vecchio e il mare di Ernest Hemingway dal protagonista, Santiago, durante la sua permanenza nell'oceano.
- È citato nella versione italiana del film Manhattan di Woody Allen tra le ragioni per cui vale la pena di vivere.
- Le sue imprese sono citate nel film L'isola dell'ingiustizia - Alcatraz di Marc Rocco.
- È citato da Adam Sandler nel film Mia moglie per finta come uno dei motivi dell'elevatissimo costo di un paio di scarpe.
- È un personaggio della commedia teatrale di Terry Johnson Insignificance del 1982, dove si immagina un incontro in un hotel di New York fra lui, Marilyn Monroe, Einstein e il senatore McCarthy.
- È menzionato dalla preside della scuola di Rydell nel film Grease - Brillantina.
- È menzionato da Leo Wyatt (Brian Krause) nel telefilm Streghe, in cui egli afferma che DiMaggio è il suo giocatore di baseball preferito.
- È menzionato nel cartone animato Mignolo col Prof nella puntata "Proffania".
- È menzionato in una scena del film Tutta colpa di Freud.
- Gli è stato intitolato l'asteroide 3767 DiMaggio.[15]
- È menzionato nell'episodio 9 della seconda stagione della serie televisiva Mad Men.
- È menzionato da Nando Mericoni (Alberto Sordi) nel film Un americano a Roma: "Joe Di Maggio è un ragazzo italiano che da bimbo fu trasferito nel Kansas City... Questo intrepido bimbo prese la mazza e ha sposato Marilina".
- È menzionato nelle prime pagine di Chiedi alla polvere di John Fante come famoso italiano in America.
- È citato nel film Herbie il Maggiolino sempre più matto del 1974 (nella scena dell'aragosta, dove i due protagonisti sono a pranzo insieme e lei si rivolge allo zio industriale dicendogli: "Lo sa che ha fatto mettere perfino un parcheggio dove Joe Di Maggio imparò a giocare a baseball?").
- È citato nel film I Goonies del 1985 (ma solo nel doppiaggio italiano; nell'originale inglese, il campione era Babe Ruth).
- È menzionato nel film Bronx del 1993 nella scena dove Calogero chiede al padre se Mickey Mantle fosse il giocatore di baseball più forte della storia e il padre gli risponde: "No, il più forte è stato Joe DiMaggio".
- È menzionato nella canzone Nun me parlà 'e strada del gruppo hip hop italiano Co'Sang, in collaborazione con Marracash ed El Koyote.

### Italiana
- Amfitheatrof, E. (2004) Sinatra, Scorsese, Di Maggio e tutti gli altri, Milano: Neri Pozza Editore. ISBN 978-88-7305-976-9
- Schianchi, A. (1998) Marilyn Di Maggio. Quando la diva delle dive si innamorò dell'eroe di baseball, Arezzo: Limina Edizioni. ISBN 978-88-86713-69-6

### Inglese
- AA. VV. (1989) The Di Maggio Albums - Selections From Public and Private Collections Celebrating the Baseball Career of Joe Di Maggio, New York (NY), GP Putnam's Sons. ISBN non esistente.
- Cataneo, D. (2001) I Remember Joe Di Maggio: Personal Memories of the Yankee Clipper by the People Who Knew Him Best, Nashville (TN), Cumberland House Publishing. ISBN 978-1-58182-152-9
- Cramer, R.B. (2000) Joe DiMaggio: The Hero's Life, New York, Simon & Schuster. ISBN 0-684-85391-4
- Durso, Joseph (1995). DIMaggio: The Last American Knight, Boston: Little Brown.
- Engelberg, M.; Schneider, M. (2003) DiMaggio: Setting the Record Straight, Minneapolis, Motorbooks International. ISBN 0-7603-1482-9
- Gilliam, R. (1999) Joltin' Joe DiMaggio, New York, Carroll & Graf. ISBN 0-7867-0686-4
- Jensen, L. (2000) Joltin' Joe Baseball Hero: The Amazing True Story of Joe DiMaggio, Troll Associates. ISBN 0-8167-6579-0
- Johnson, D. (1995) DiMaggio: An Illustrated Life, Walker & Co. ISBN 0-8027-1311-4
- Minafra, Anthony (1999). "Joe DiMaggio". In Italian Americans of the Twentieth Century, ed. George Carpetto and Diane M. Evanac (Tampa, FL: Loggia Press, 1999), pp. 128-129.
- Moore, Jack B. (1986). Joe DiMaggio: A Bio-Bibliography, New York: Greenwood Press.
- Moore, R. (1977) Marilyn & Joe Di Maggio, Philadelphia (PA), Manor Books. ISBN non esistente.

### Documentari
- Where Have You Gone Joe DiMaggio? (TV, USA, 19 ottobre 1997) di Ross Greenburg (vincitore nel 1998 del premio International Monitor Awards nella categoria Documentari)
- Joe DiMaggio: The Final Chapter (TV, USA, 2000) di Marino Moruso